# Guillaume Fédou
Guillaume Fédou, né le 7 janvier 1974 à Albi, est un auteur-compositeur-interprète, journaliste et écrivain français.  

## Biographie
Il grandit et suit sa scolarité à Bordeaux, où il est retourné vivre à l’été 2015. Passionné de musique dès l’enfance, il fait ses débuts sur un clavier Yamaha PSS 570 qui lui est offert à Noël, l’année de ses 15 ans. Au lycée, il forme le groupe Stan of the Flashers, plus tard devenu The Flashers, en référence au dernier film de Serge Gainsbourg. Higelin, Thiéfaine et Noir Désir sont pour lui les artistes les plus marquants de cette période. 
Après un bac D obtenu au lycée français de Vienne, Guillaume Fédou s’installe à Paris en 1992. Inscrit à la faculté Paris IX-Dauphine en Sciences-Eco, il se consacre à la vie associative et crée le label Pop Earth. C’est par ce biais qu’il rencontre le musicien et chanteur Arnaud Fleurent-Didier qui réalise l’arrangement pour son premier clip, Garçon moderne, diffusé sur YouTube. Le morceau figure dans le premier mini-album de Fédou, Chanteur depuis 1974, diffusée par French Touche et aux sonorités électro-pop. Guillaume Fédou collabore avec ce label et participe au projet Chansonpoche, qui consiste à produire des CD’s de la taille d’une carte de visite et ne contenant qu’une chanson. La 2e Chansonpoche signé par Guillaume Fédou, Le cri de la liberté, dont l’arrangement est toujours signé par Arnaud Fleurent-Didier, est sélectionnée dans le top 5 du bouclage de la revue pop moderne Magic. À leur sortie, ces disques sont mis en vente chez Colette et au Bon Marché à Paris.
En 2010, c’est la sortie de son second album consacré à la nostalgie de l'adolescence, Action ou Vérité, où l’on retrouve le titre Garçon moderne mais également la reprise d’Un autre monde, du groupe Téléphone démarrant sur la célèbre tirade de Daniel Balavoine au journal télévisé le 19 mars 1980 face à François Mitterrand,,. 
Il sort en 2016 avec le label La Souterraine son troisième album, Nouvelle fidélité Part.1. Benjamin Diamond, chanteur et interprète du tube Music sounds better with you intervient sur cet album en tant que directeur musical sur plusieurs titres, ainsi que Plaisir de France avec qui il collabore désormais pour ses productions présentes et futures,.
Cette même année, il travaille avec Jean-François Tatin à l’écriture de Touche Française, une web série documentaire en 12 épisodes, diffusée à la rentrée 2016 sur Arte Créative. Cette série retrace l’histoire de la musique électronique française, à laquelle Guillaume Fédou est étroitement lié.
En 2024, il publie Auto-Reverse, une compilation exclusivement sur support vinyle de ses « plus grands succès d’estime ».

## Journalisme et écriture
En parallèle à sa carrière d’auteur-compositeur et interprète, Guillaume Fédou est journaliste. Il collabore pour différents magazines : Perso, Blast, Intersection, Travel Style, Technikart, Officiel Voyages ainsi que les revues Schnock, Charles, Irreverent, La Revue Littéraire ELS (éditions Léo Scheer) et participe aux ouvrages collectifs Écrivains en Série sous la direction de Laure Limongi.   
En 2001, il est rédacteur en chef adjoint du magazine Perso de janvier à juillet 2001 aux côtés de Yan Céh, Céline Perruche et Jean-Yves Le Fur (directeur de la publication). 
En 2014, il publie un premier roman : Mon numéro dans le désordre 
aux éditions Léo Scheer, portant sur le 11 septembre à New-York où il était parti en vacances.
De décembre 2016 à juin 2018, il est rédacteur en chef de Playboy France avec Raphaël Turcat, sous la direction éditoriale de David-Swaelens Kane.
En 2020, suite au confinement, il participe à la création du média Bordophonia consacré à l'actualité culturelle de sa ville de Bordeaux.

## Discographie

### Singles
- 2012 : L'Apocalypse (production Benjamin Diamond & mix Alan Braxe)
- 2023 : Barre Espace
- 2023 : J'aimerais tellement
- 2024 : La cabane des filles
- 2024 : Une autre chanson
- 2025 : À la fête

### Collaborations
- 2021 : Joli problème sur l'album #20 de Plaisir de France

### Vidéos
- 2003 : Garçon Moderne (réalisation Jean-François Tatin)
- 2011 : Il n'y a que toi (réalisation Jean-Francois Tatin)
- 2012 : L'Apocalypse (réalisation Xavier Magot)
- 2016 : L’Intermonde (réalisation Guillaume Roustaing)

## Publications

### Romans
- Mon numéro dans le désordre (Léo Scheer, 2014)

### Journalisme
- magazine Technikart

### Web
- Touche Française, web-documentaire en 12 épisodes diffusé sur Arte Creative (Silex Films, 2016)